# Demonax suturalis
Demonax suturalis là một loài bọ cánh cứng trong họ Cerambycidae.